# Карамзинский сквер
Карамзинский сквер — одна из достопримечательностей Ульяновска, памятник природы, занесён в соответствующий кадастр как ООПТ Ульяновской области.

## История

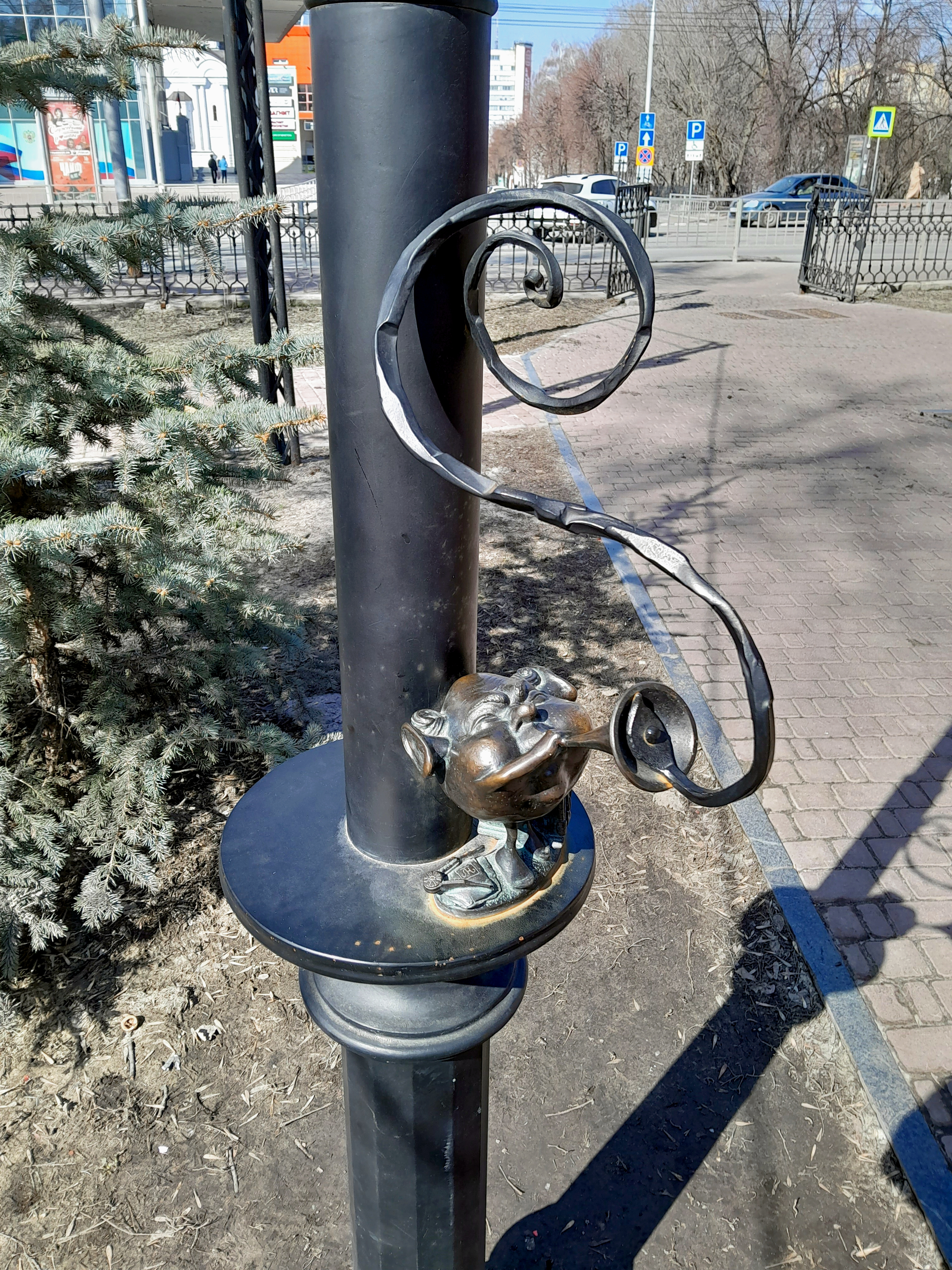
Статуэтка Колобок — историк.

В 1864 году в Симбирске произошёл крупный пожар, нанёсший огромный ущерб не только зданиям и сооружениям, но и всем зелёным насаждениям города. В начале 1866 года симбирский губернатор барон Иван Осипович Велио велел разбить вокруг памятника Н. М. Карамзину сад. И весной 1866 года на Карамзинской площади, по проекту симбирского архитектора Н. А. Любимова, начались работы по созданию городского сквера, основная часть которых была успешно завершена в том же году. На следующий год после закладки сквера архитектор Н. А. Любимов разработал проект оградительной решетки, которая была изготовлена в мастерских ремесленника И. В. Голубкова. В 1868 году чугунная ограда была установлена на цоколь из ташлинского камня. К 1869 году создание Карамзинского сквера было закончено, в последующие годы здесь осуществлялись только посадки отдельных деревьев.
В 1882 году, обществом Сызранско-Печерской асфальтовой и горной промышленности, вокруг сквера был устроен асфальтовый тротуар.
В декабре 1995 года Карамзинский сквер был объявлен памятником природы.
В 2020 году сквер был реконструирован.
В сентябре 2024 года в сквере установили статуэтку Колобка-историка.

## Описание
Сквер расположен в историческом центре города, на пресечении улиц Карла Маркса и Спасской. Это единственный участок в городе, где сохранились насаждении 60—80-х гг. XIX века. В Карамзинском сквере, на площади 1,16 га, по обследованию и описанию доцента кафедры ботаники УГПУ Н. С. Раковым, произрастает более 300 деревьев и кустарников, представляющих 16 видов из 14 родов и 11 семейств. В декабре 1995 года Карамзинский сквер был объявлен памятником природы.

## Сквер на старых фото

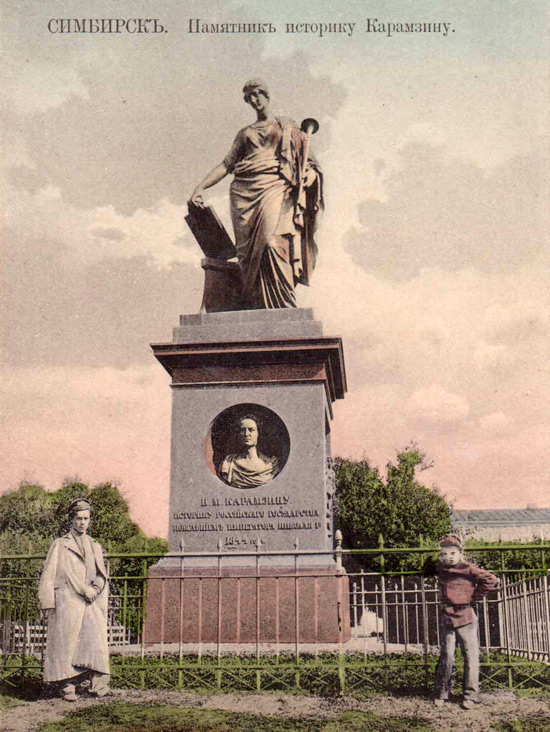
Открытка XIX в.: Памятник Н. М. Карамзину.
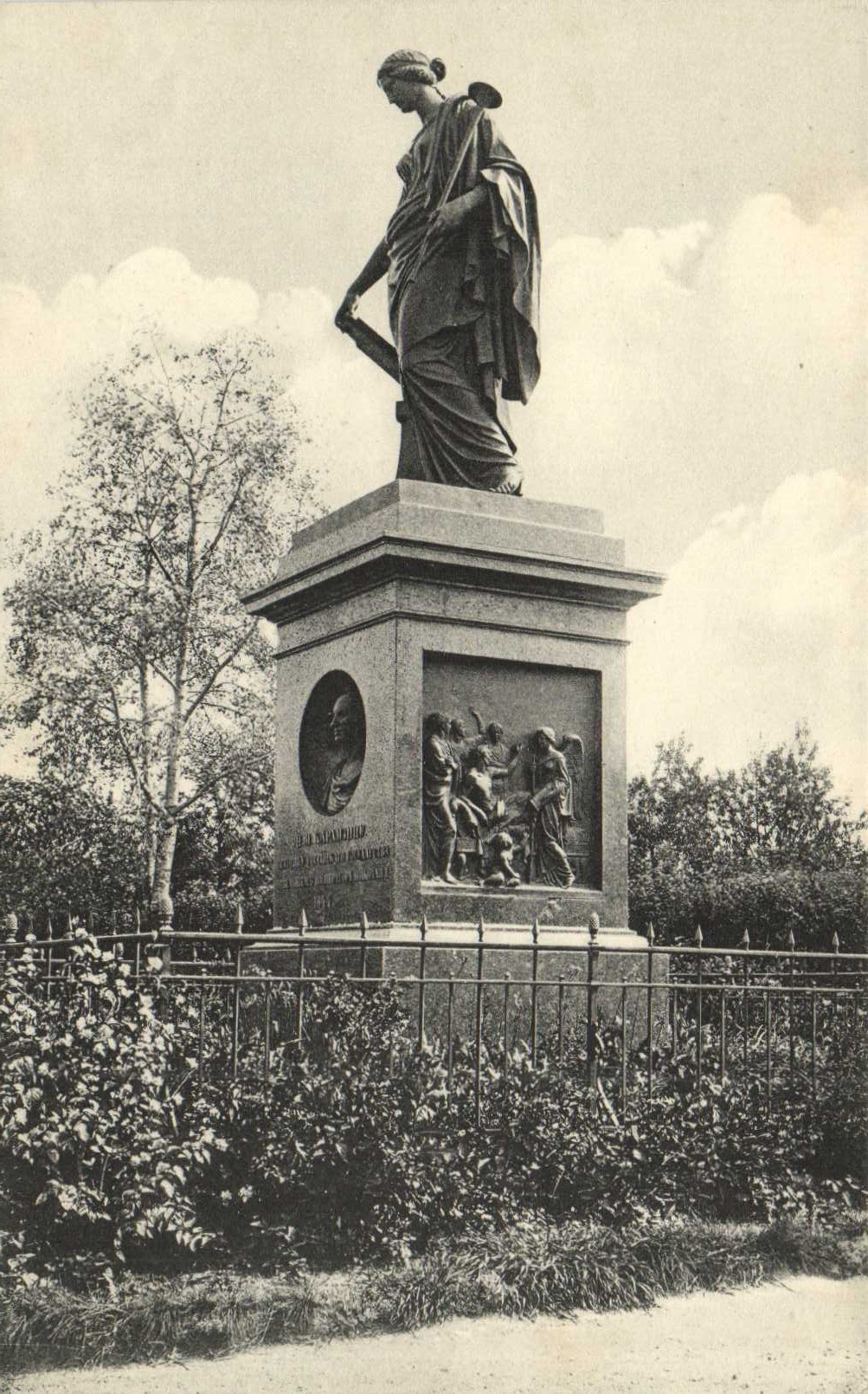
Памятник Н. М. Карамзину и сквер в конце XIX века.
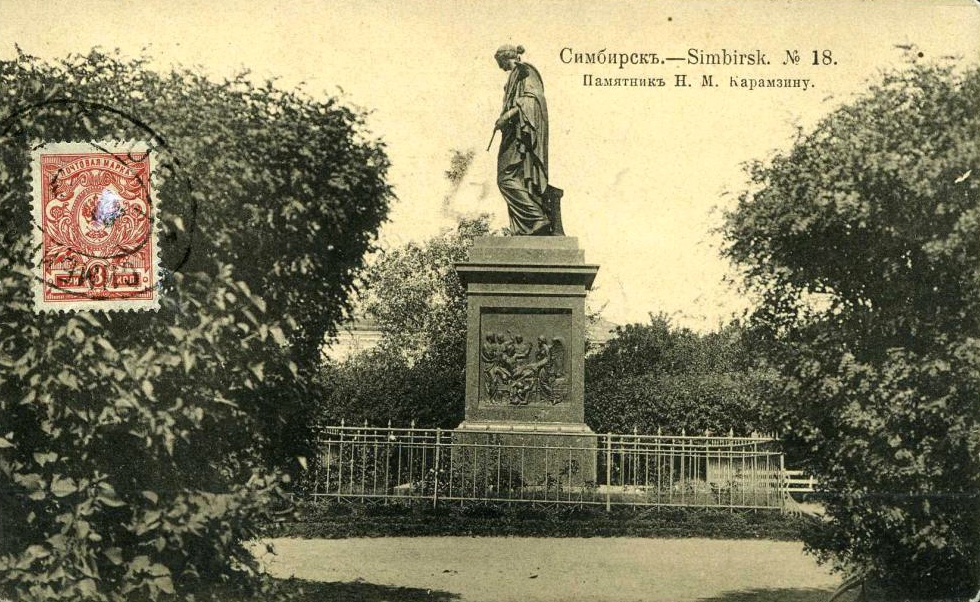
Дореволюционная открытка. Симбирск. Памятник Карамзину и сквер (1913).
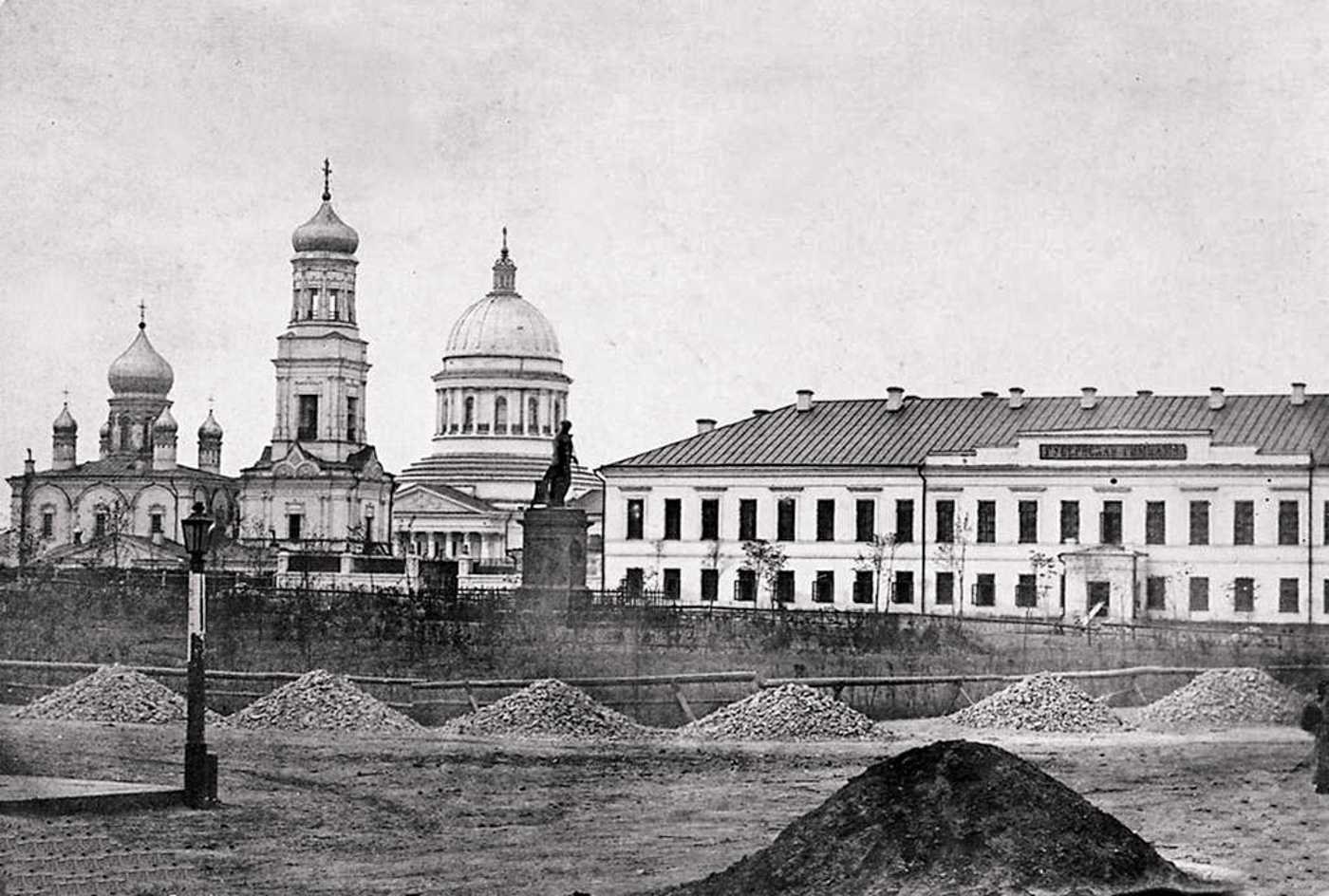
Устройство сквера (1867).
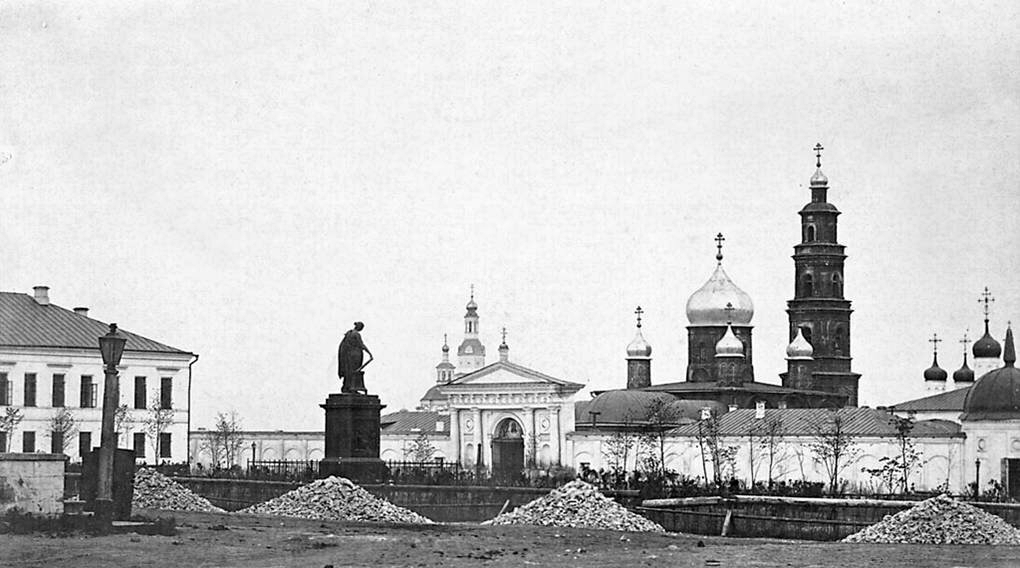
Памятник Карамзину и устройство сквера.
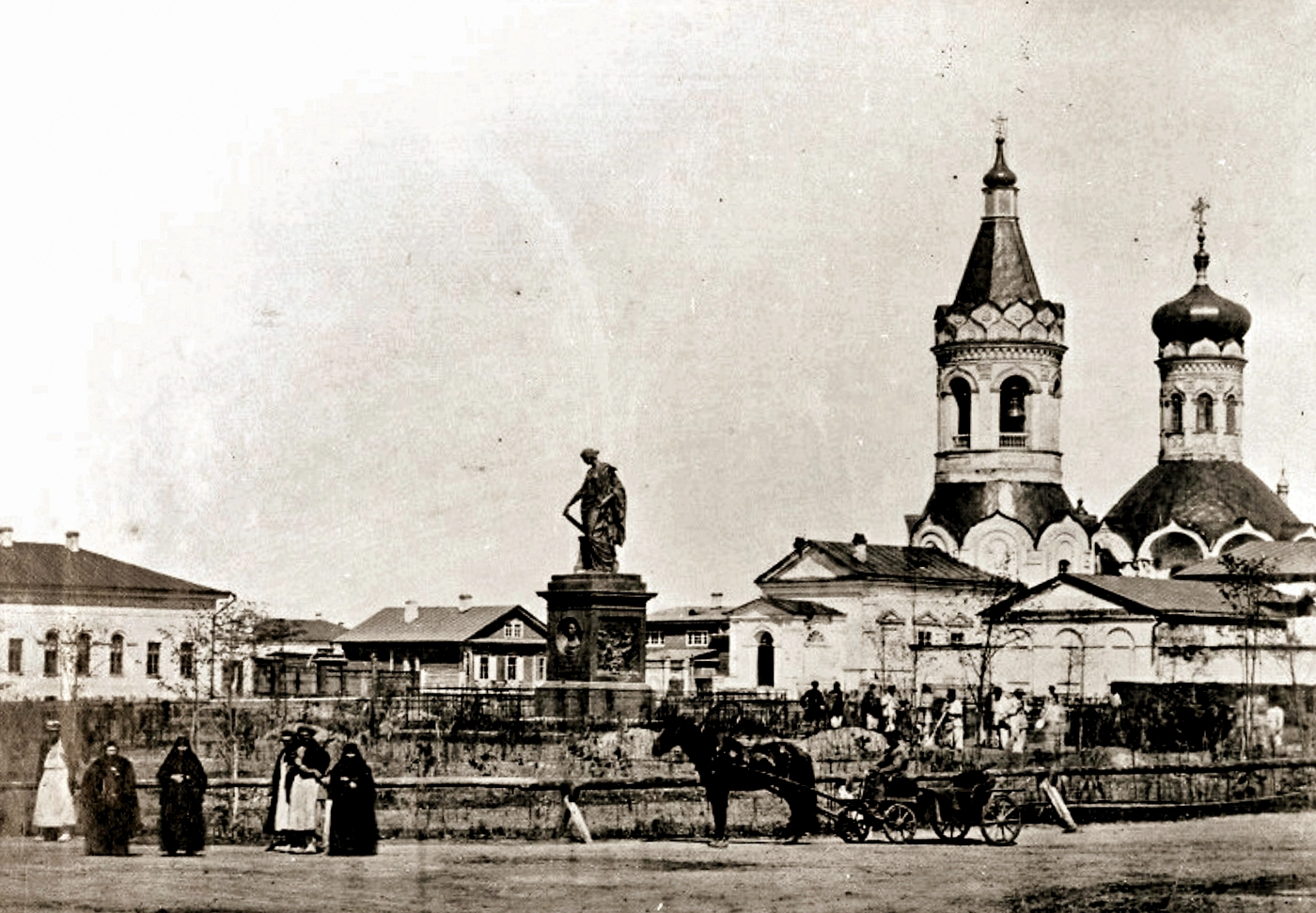
Разбивка Карамзинского сада (1867).
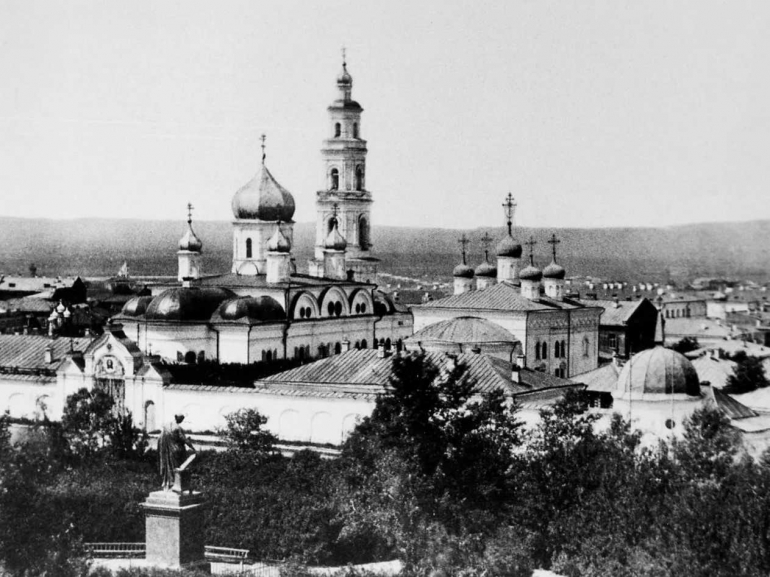
Памятник Н. М. Карамзину, Карамзинский сквер и Спасский монастырь (фото 1910).
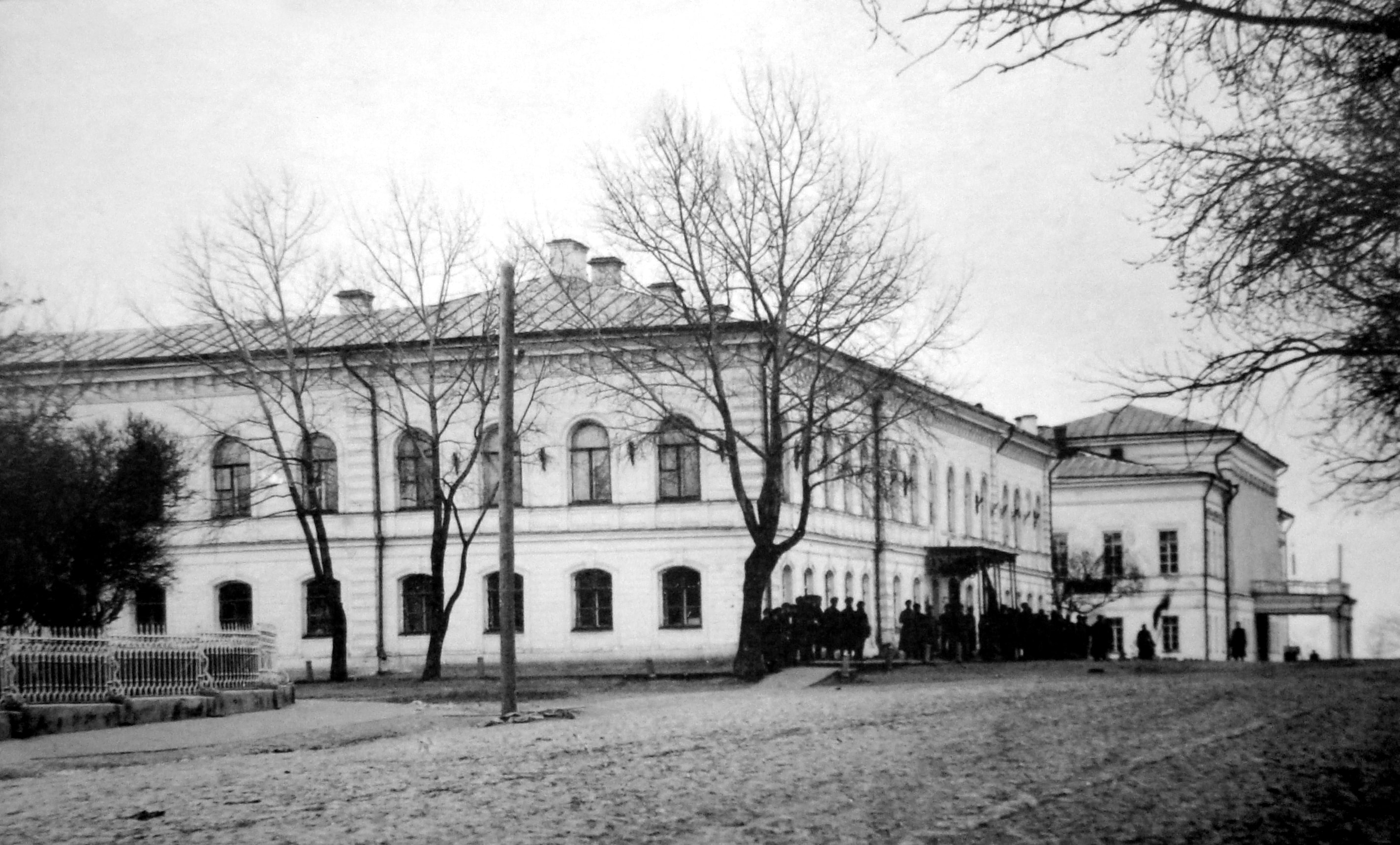
Угол Карамзинского сквера, Губернаторский дом и здание Дворянского собрания (1917).
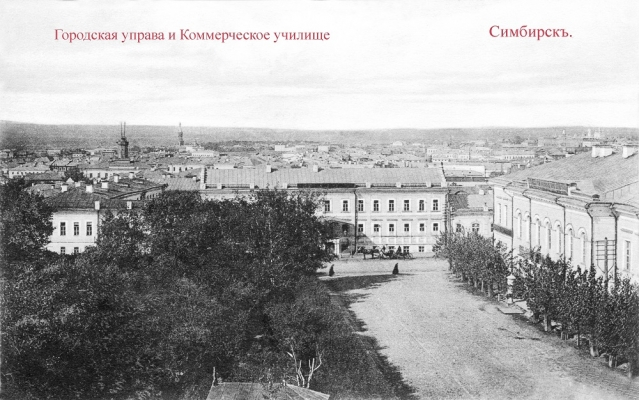
Карамзинский сад, Коммерческое училище и Городская управа.
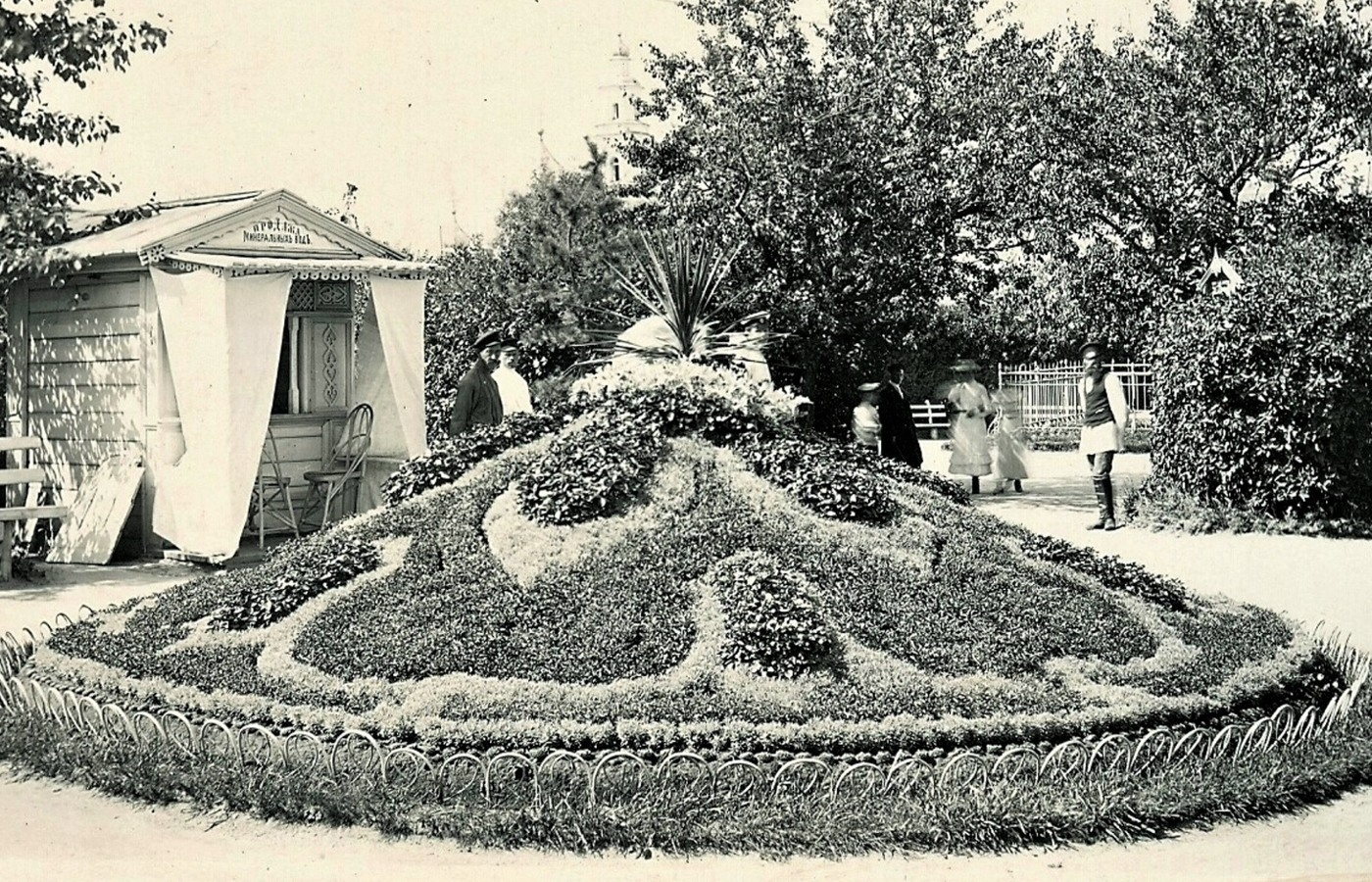
Клумба и киоск по продаже минеральных вод в Карамзинском саду (1901).

## Галерея

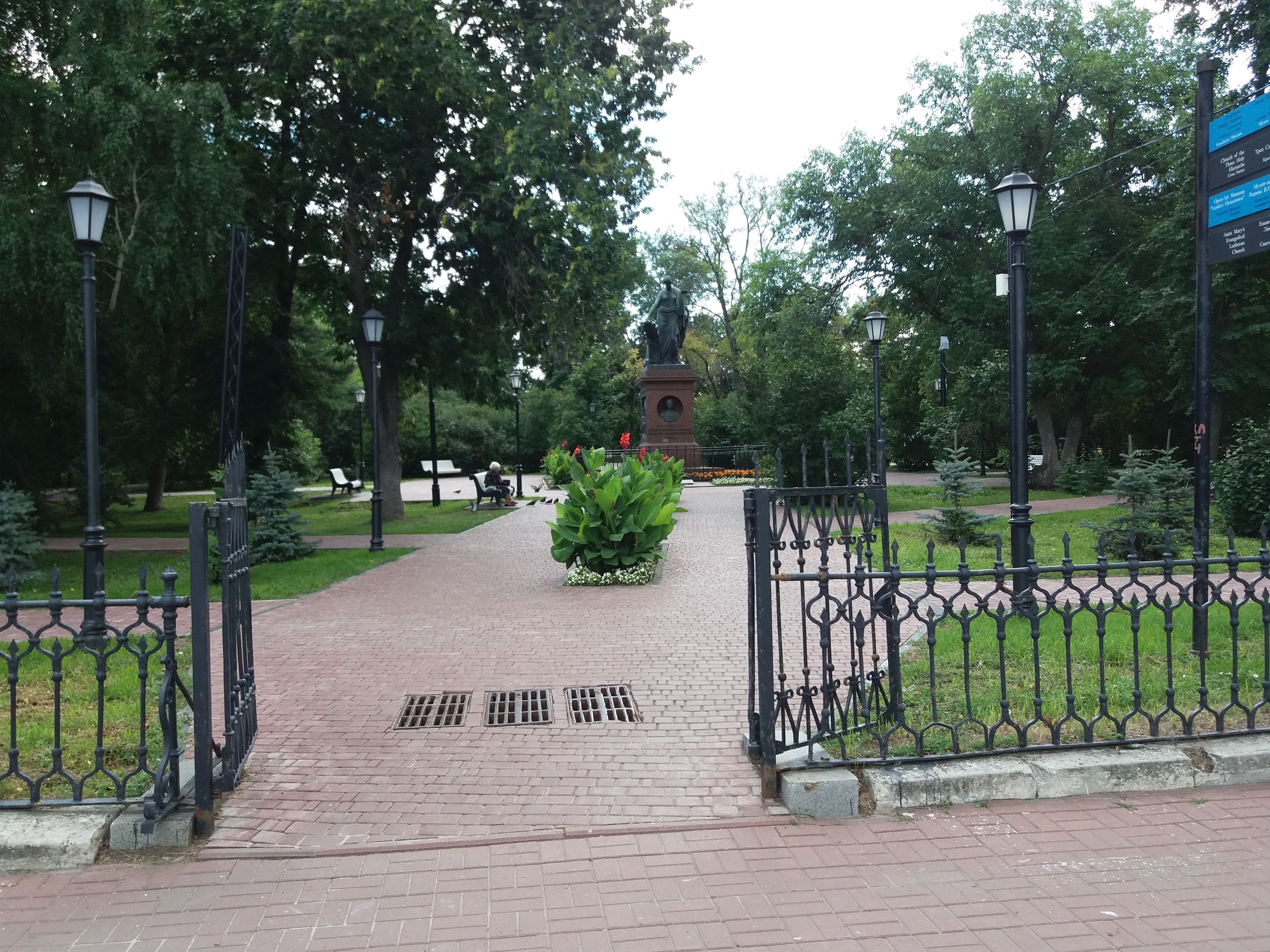
Центральный вход в Карамзинский сквер.
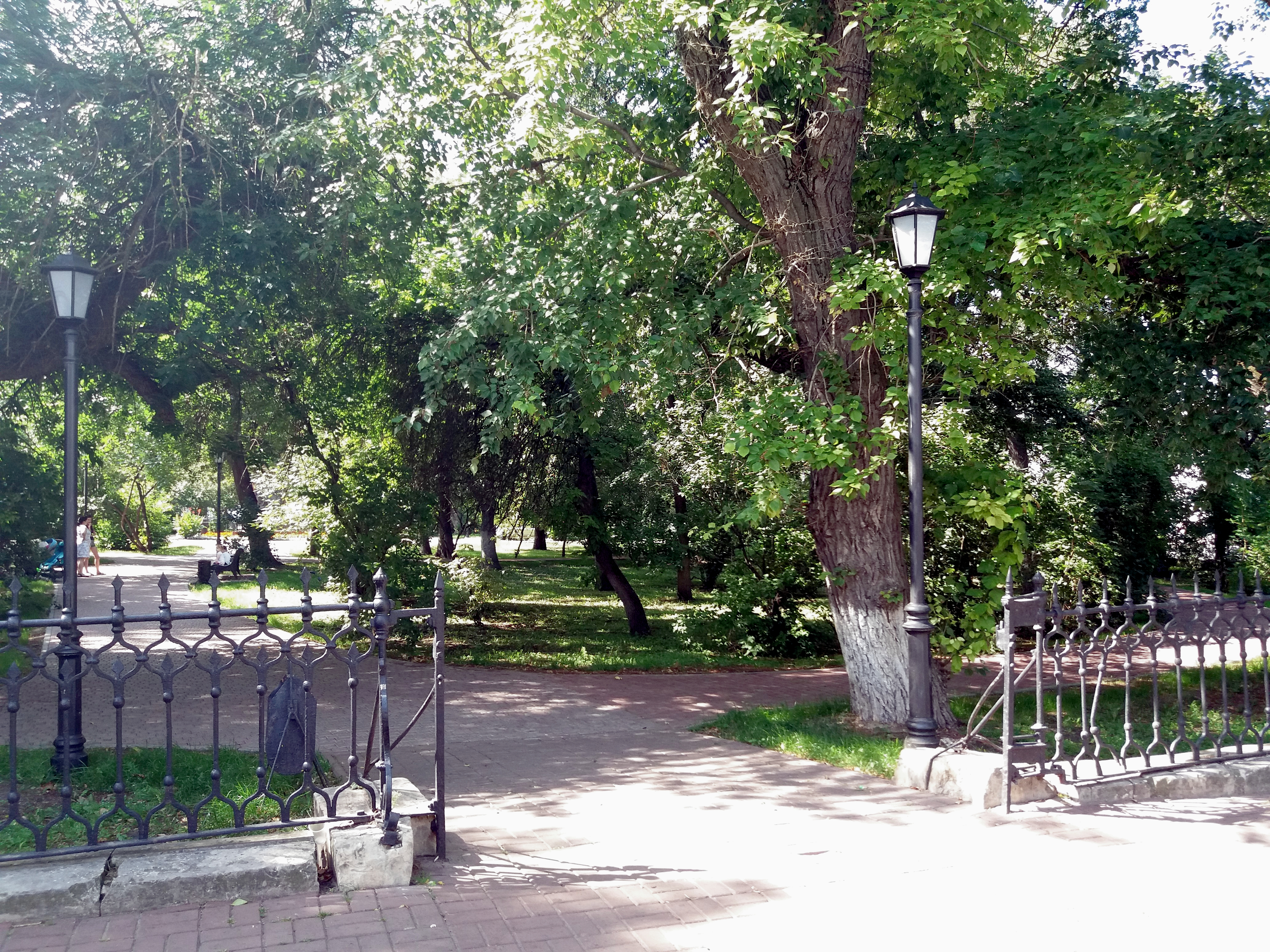
Карамзинский сквер, северный вход.
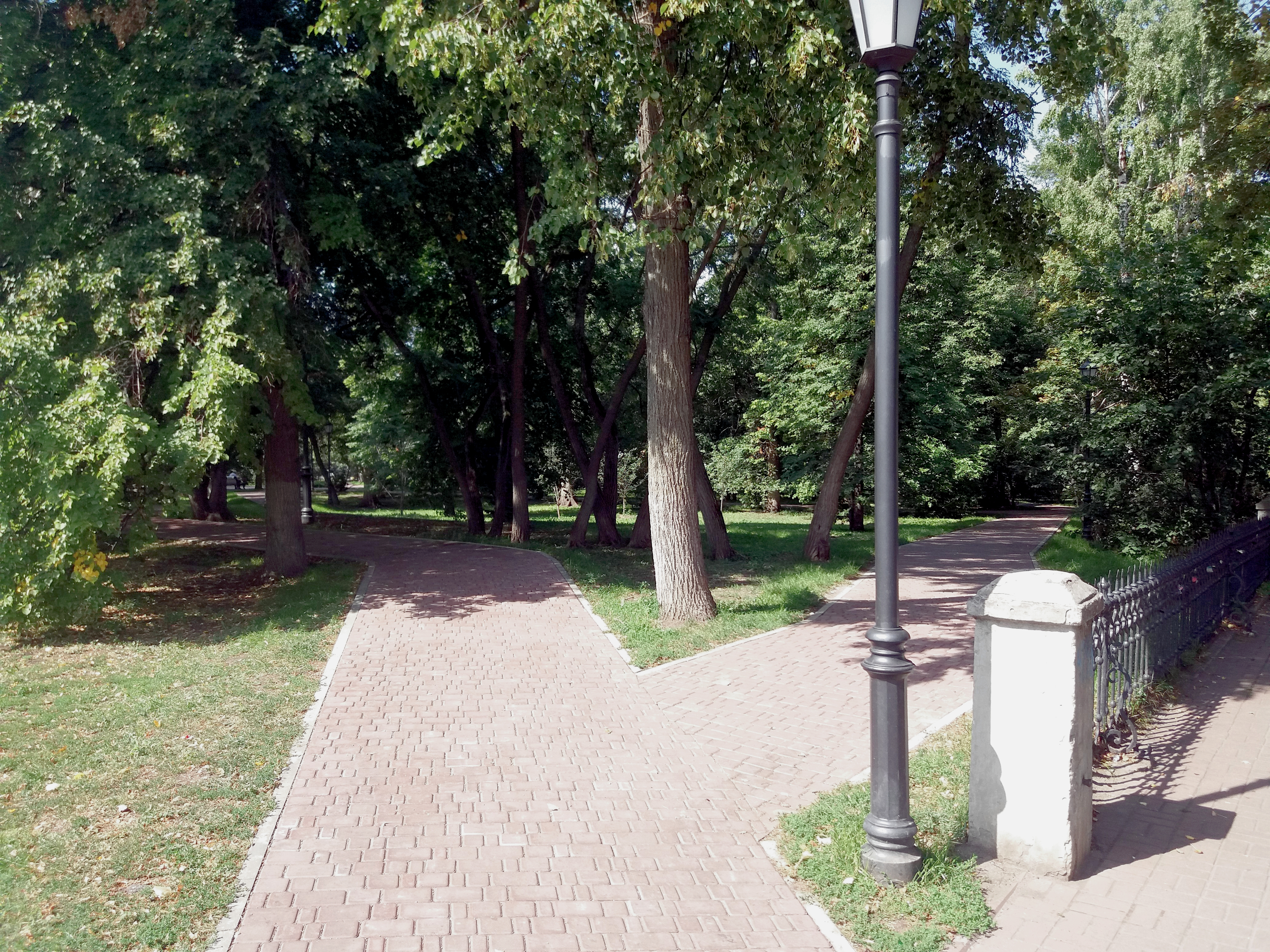
Карамзинский сквер, восточный вход.
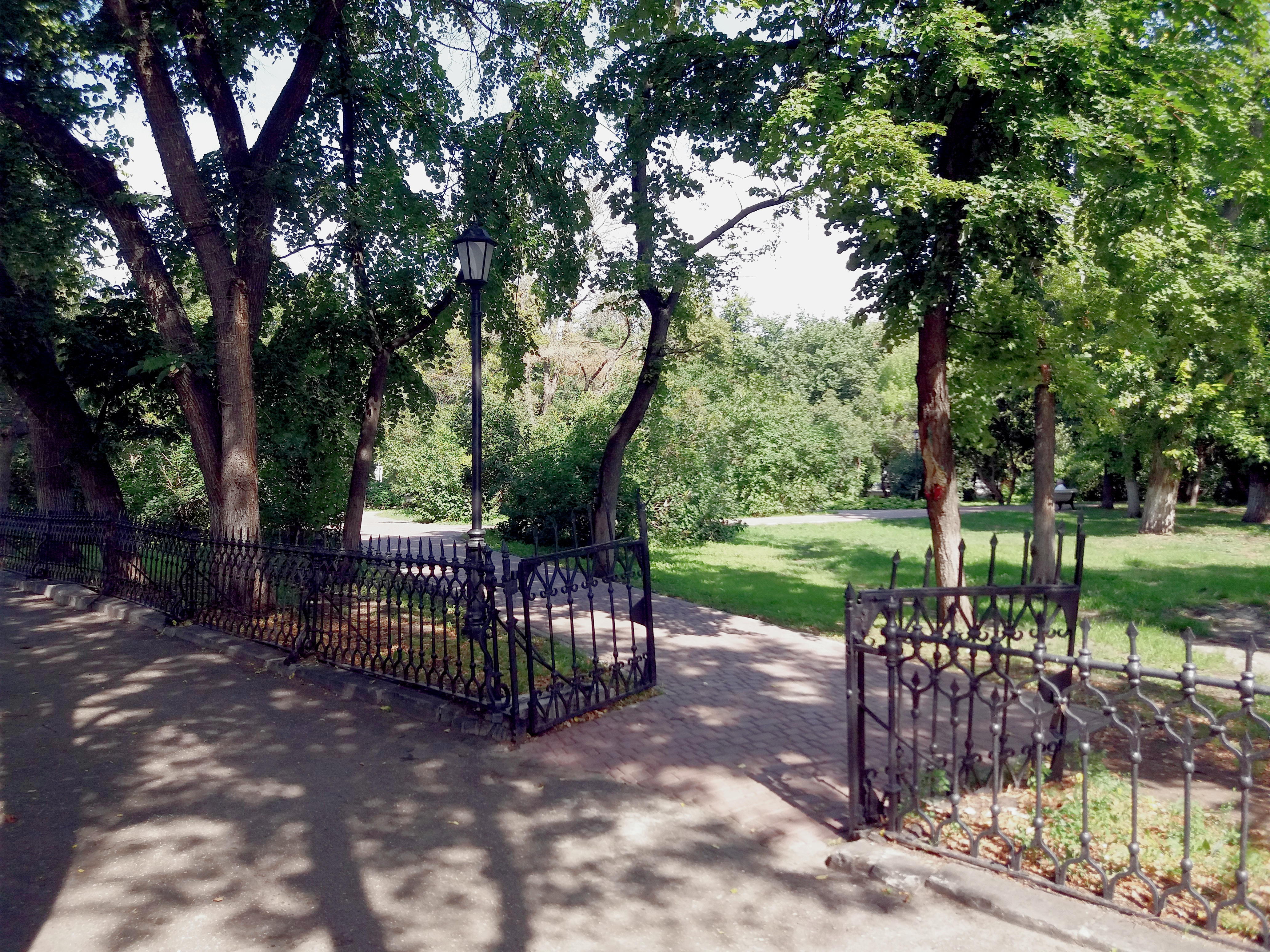
Карамзинский сквер, южный вход № 1.
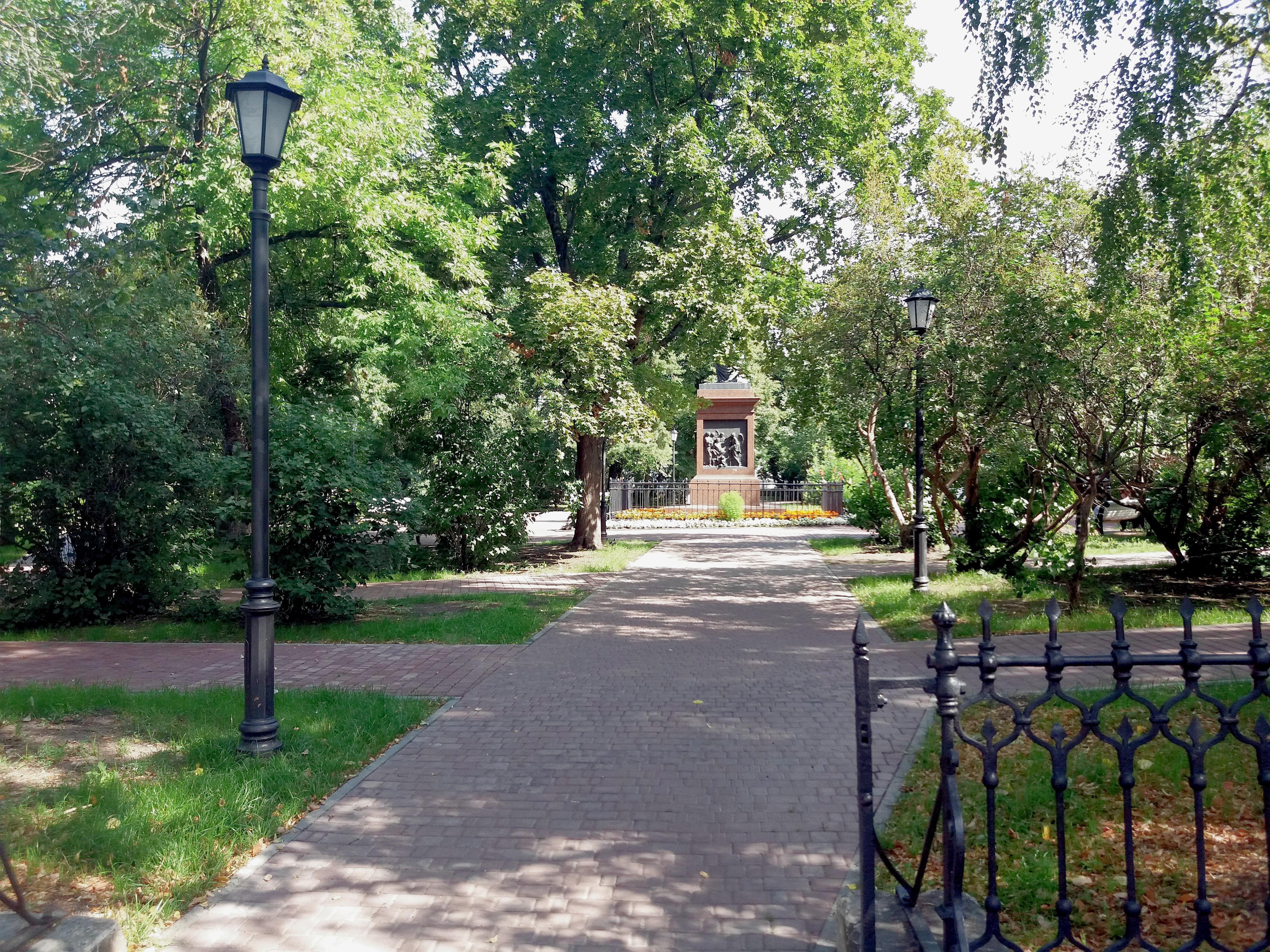
Карамзинский сквер, южный вход № 2.
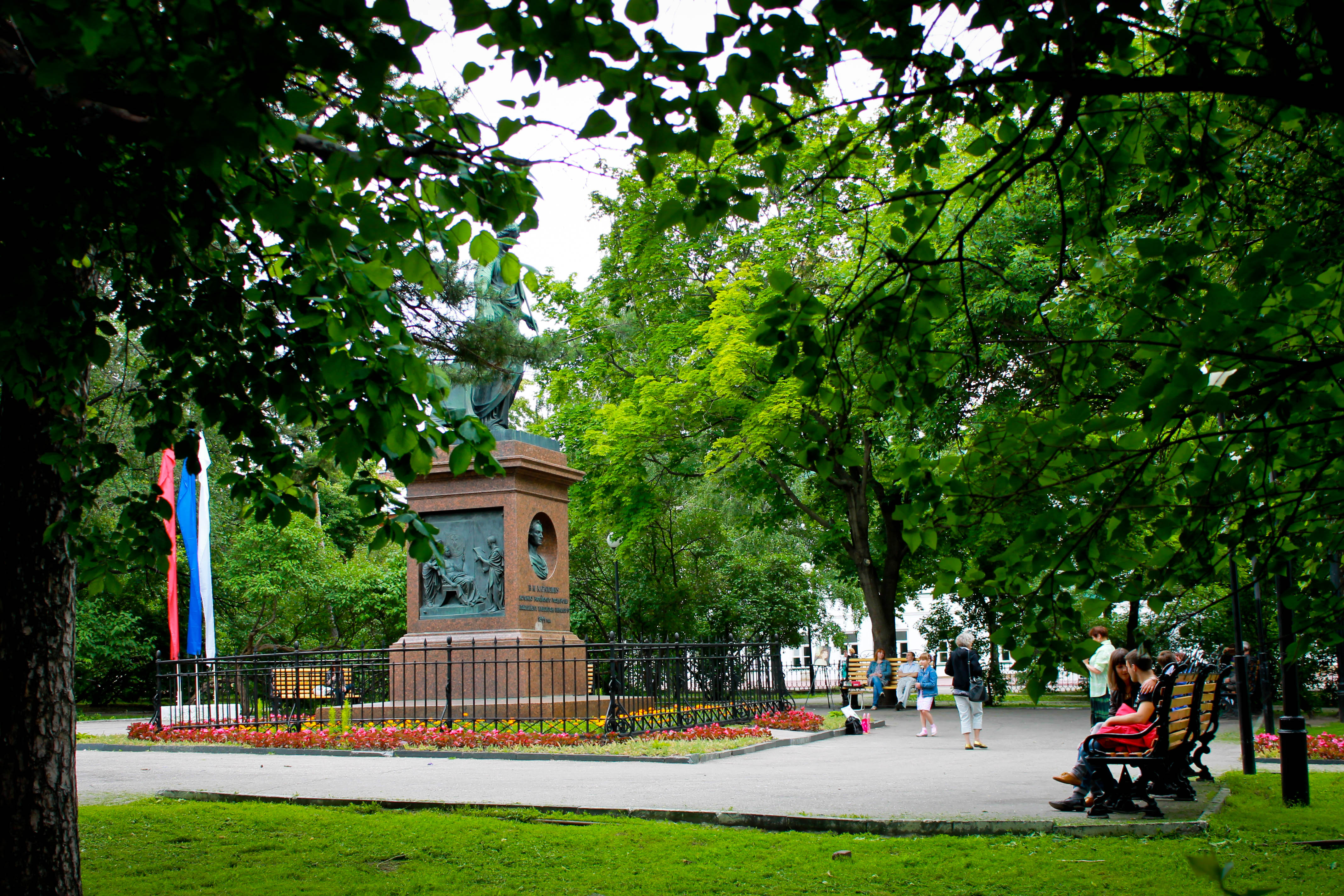
Карамзинский сквер (сквер Карамзина).